# Fi Draconis
Fi Draconis (φ Draconis, förkortad Fi Dra, φ Dra), som är stjärnans Bayer-beteckning, eller Flamsteed-beteckningen 43 Draconis, är en trippelstjärna i östra delen av stjärnbilden Draken. Den har en genomsnittlig skenbar magnitud på 4,23 och är synlig för blotta ögat där ljusföroreningar ej förekommer. Baserat på parallaxmätning inom Hipparcosuppdraget på ca 10,8 mas, beräknas den befinna sig på ett avstånd av ca 300 ljusår (93 parsek) från solen.

## Egenskaper
Primärstjärnan Fi Draconis A är en blå till vit stjärna av spektralklass B8 VpSi och är en Ap-stjärna med överskott av kisel, även om förekomsten av järn och krom också är särskilt förhöjd. Den har en massa som är ca 3,3 gånger större än solens massa, en radie som är ca 2,7 gånger solens radie och avger ca 107 gånger mer energi än solen från dess fotosfär vid en effektiv temperatur på ca 11 400 K.
Fi Draconis är, beroende på mycket starka magnetfält vid stjärnans yta, en roterande variabel av Alfa2 Canum Venaticorum-typ (ACV), som varierar mellan visuell magnitud +4,21 och 4,24 med en period av 1,71646 dygn.
Fi Draconis är ett flerstjärnigt system som innehåller tre stjärnor. Det inre paret bildar en enkelsidig spektroskopisk dubbelstjärna i en excentrisk omloppsbana med omloppsperiod på 128 dygn. Den yttre stjärnan kretsar kring det inre stjärnparet med en omloppsperiod på 308 år. Det yttre paret kan upplösas visuellt och har en halvstoraxel på 0,752 bågsekunder.